# Pont de Kuokkala
Le pont de Kuokkala (finnois : Kuokkalan silta) auparavant pont du Jyväsjärvi (finnois : Jyväsjärven silta)  est un pont à Jyväskylä en Finlande.

## Présentation
Le pont de Kuokkala relie le centre de Jyväskylä à Kuokkala via Lutakko.
Le pont occupe une place très importante dans le paysage urbain de Jyväskylä.
La rue Siltakatu traverse le pont.
Lorsqu'il a été achevé en 1989, il s'agissait du quatrième plus long pont routier de Finlande et du plus long pont à poutres en béton armé.
Sa longueur est de 480 mètres avec des portées de 50, 67, 78, 90, 78, 67 et 50 mètres.
La largeur utile du pont est de 15,5 mètres, dont la chaussée est de 7 mètres et les voies de circulation douce ont une largeur de 4,25 mètres.
L'alignement de la rue sur le pont est courbé verticalement et horizontalement.
Les conditions de fondation sur le site du pont étaient exceptionnellement difficiles.
La largeur du lac Jyväsjärvi sur le site du pont est d'environ 440 mètres, et dans la zone centrale du lac, il y a une dépression d'environ 200 à 250 mètres de large, où la profondeur est de 13 à 15 mètres.
Le fond a une couche d'argile molle et de limon de 4 à 8 mètres d'épaisseur, en dessous de laquelle se trouve une couche de limon de 10 à 30 mètres d'épaisseur. La roche est la plus profonde à une profondeur de 50 à 55 mètres.
La voie de navigation du Päijänne menant au port de Jyväskylä nécessite une hauteur libre sous le pont de 11 mètres et une largeur de 40 mètres.
La ville de Jyväskylä a projeté la construction du pont dès 1979.
Le bureau d'études Helander & Nirkkonen a réalisé la conception préliminaire du pont et l'évaluation du projet avec l'option pont en béton précontraint.
Lors de l'enquête auprès des entrepreneurs au début de 1987, les propositions de ponts en acier se sont avérées moins chères que les alternatives en béton. La ville et Insinöörityö Oy d'Oulu ont signé un contrat, le 7 mai 1987, pour la construction du pont d'un montant de 60 millions de marks finlandais.
Le pont a été construit selon la proposition conçue par Insinöoritoimisto Juola ja Rantakokko Ky.
Les principaux supports du pont sont deux poutres en acier qui suivent le paysage à l'aide de biseaux courbes et sont reliées entre elles par des fermes. Les principaux supports sont en acier fin de Rautaruukki, un total de 1 500 tonnes d'acier de construction de Rautaruukki ont été utilisées. Une dalle de tablier en béton précontraint transversalement repose sur les poutres principales. Des baies vitrées couvertes ont été construites de part et d'autre de l'ouverture centrale du pont comme lieux de repos pour les piétons. Les six supports intermédiaires du pont ont été établis pour la première fois en Finlande sur des pieux tubulaires en acier remplis de béton.
Les parties supérieures des supports sont en forme de piliers inclinés. La complexité d'installation de la superstructure a été augmentée par la courbure du pont, les multiples ouvertures et le chanfrein. La structure a été installée en deux parties. Les moitiés pesant près de 900 tonnes ont été assemblées en plusieurs étapes derrière les supports au sol et mises en place en utilisant la méthode de déphasage. La dalle du tablier du pont a été coulée en cinq étapes différentes.
Le pont a été ouvert à la circulation le 23 octobre 1989 et en même temps, le nom a été changé de pont de Jyväsjärvi en pont de Kuokkala.